# Bleke kathaai
De bleke kathaai (Apristurus sibogae) is een vis uit de familie van Pentanchidae, orde van grondhaaien (Carcharhiniformes). De vis kan een lengte bereiken van 21 centimeter. 

## Leefomgeving
De bleke kathaai is een zoutwatervis. De soort komt voor in diep water in het westen van de Grote, tussen Borneo en Sulawesi op een diepte tot 655 meter. 

## Relatie tot de mens
De bleke kathaai is voor de visserij van geen belang. In de hengelsport wordt er weinig op de vis gejaagd. 